# Canal du Midi
Canal du Midi (okcitanski: Canal de las Doas Mars, što znači "Kanal dva mora") je 360 km dug kanal u južnoj Francuskoj (francuski: le Midi). Kanal ide od grada Toulousea do mediteranske luke Sète koja je osnovana da služi kao istočni kraj kanala. Od Toulousea spaja se s rijekom Garonne i tako čini Canal des Deux Mers čime se spaja Atlantik sa Sredozemnim morem (Étang de Thau). 
Čini ga oko 328 objekata (prevodnice, akvedukti, mostovi, tuneli i sl.) i jedan je od najznačajnijih podviga građevinarstva modernog doba. Izgrađen je između 1667. i 1694. god., i utro je put za industrijsku revoluciju južne Francuske. Skrb koju je njegov tvorac, Pierre-Paul Riquet, poduzeo u dizajnu i načinu na koji su se građevine stopile s okolicom učinio je ovo tehničko dostignuće umjetničkim djelom. Zbog toga je 1996. god. upisan na UNESCO-ov popis mjesta svjetske baštine u Europi.
- Canal du Midi u blizini Toulousea
- Most preko Canala du Midi u Béziersu
- Prvi svjetski tunel kanala kod Malpasa
- Canal du Midi 2006.

## Vanjske poveznice
- Canal du Midi, službene stranice (fr.)